# Karim Benyamina
Karim Benyamina (arabisch كريم بن يمينة) (* 18. Dezember 1981 in Dresden) ist ein ehemaliger algerisch-deutscher Fußballspieler und jetziger Fußballtrainer. 

## Vereinskarriere

### Anfänge in Berlin
Der gebürtige Dresdner mit algerischen Wurzeln begann in Berlin mit dem Fußballspielen. Seine erste Station als Jugendspieler war der MSV Normannia 08, der im Märkischen Viertel beheimatet ist, wo Benyamina aufwuchs. Von dort wechselte er zum benachbarten 1. FC Lübars, bei dem er sich mit seinem späteren Union-Sturmpartner Shergo Biran anfreundete. Im Jahr 2000 zog er weiter zum Berliner AK 07 in die Oberliga Nordost und von dort ein Jahr später zum Ligakonkurrenten Reinickendorfer Füchse, mit dem er 2003 überraschend gegen den Favoriten Tennis Borussia Berlin den Berliner Pokal gewann und sich so für die erste Runde des DFB-Pokals qualifizierte. Dort unterlag die sehr junge, von Christian Backs trainierte Mannschaft aber unglücklich dem 1. FC Nürnberg mit 0:2.

### Aufstiege mit Union
Ein Jahr später verließ Benyamina die Füchse und schloss sich dem SV Babelsberg 03 an, wo er mit 18 Toren in 33 Spielen drittbester Torschütze der Oberliga wurde und so das Interesse des 1. FC Union Berlin weckte, der gerade aus der Fußball-Regionalliga in die Oberliga abgestiegen war. Zum Beginn der Saison 2005/06 wechselte er zu den Unionern und konnte mit den „Eisernen“ den Wiederaufstieg in die dritte Liga feiern. Benyamina selbst wurde in dieser Saison vom Berliner Fußball-Verband zum besten Berliner Amateurspieler des Jahres gewählt.
Nachdem er in der Folgesaison mit Union die Klasse hielt, gelang in der Spielzeit 2007/08 die Qualifikation für die neu gegründete 3. Liga. In deren Premierensaison 2008/09 gewann Benyamina mit den Unionern auf Anhieb die Meisterschaft und erreichte damit den Aufstieg in die zweite Bundesliga. Außerdem konnte er mit Union 2007 und 2009 erneut den Berliner Pokal gewinnen.
In der zweiten Liga war Benyamina weniger torgefährlich als in den Jahren zuvor. In den zwei Spielzeiten zwischen 2009 und 2011 gelangen ihm in 58 Ligaspielen nur 13 Tore. Hinzu kam neue Konkurrenz im Sturm, besonders durch John Jairo Mosquera. Daher wurde Benyaminas Vertrag nach der Saison 2010/11 nicht verlängert. Mit insgesamt 87 Toren in 213 Pflichtspielen verließ er den Verein aber als ewiger Rekordtorschütze seit der Klubgründung 1966. Daher wird seine Rückennummer 22 bei Union solange nicht vergeben, bis jemand diesen Rekord gebrochen hat.

### Glücklos in Frankfurt und Karlsruhe
Nach seiner Zeit bei Union verließ Benyamina Berlin und wechselte zur Saison 2011/12 zum Ligakonkurrenten FSV Frankfurt. Zum Saisonauftakt traf er auf seinen alten Verein Union Berlin und erzielte in seinem ersten Pflichtspiel für die Bornheimer den Treffer zum 1:1 Endstand, gegen den Karlsruher SC ließ er am 6. Spieltag einen Doppelpack folgen. Bei diesen drei Treffern sollte es aber in dieser Spielzeit bleiben, im Verlauf der Runde stand Benyamina immer seltener in der Startelf, insbesondere nachdem in der Winterpause mit Ilijan Mizanski ein weiterer Stürmer verpflichtet worden war.
Daher wechselte er zur Saison 2012/13 zum Drittligisten Karlsruher SC. Zwar gelang ihm mit dem KSC sein insgesamt zweiter Zweitligaaufstieg, er selbst konnte dazu aber keinen Torerfolg beisteuern und wurde nur 13 Mal in der Liga eingesetzt. Ihm wurde daher vom Verein die Freigabe für einen Wechsel erteilt. Am 2. Dezember 2013 wurde sein Vertrag dort aufgelöst damit er zum algerischen Fußball-Erstligisten MC El Eulma wechseln konnte.

### Rückkehr nach Berlin
Nur sieben Monate nach dem Wechsel nach Algerien, kehrte Benyamina wieder nach Berlin zum Berliner AK 07 zurück. Im Januar 2016 wechselte Benyamina dann zum Ligakonkurrenten FC Viktoria 1889 Berlin. Nach der Vertragsauflösung bei Viktoria Berlin unterschrieb Benyamina am Heiligabend 2017 einen Eineinhalbjahresvertrag beim Ligarivalen Tennis Borussia Berlin.

## Nationalmannschaft
Im November 2010 wurde Benyamina für das Länderspiel gegen Luxemburg erstmals in den Kader der algerischen Nationalmannschaft berufen und absolvierte dabei sein erstes Länderspiel. Bisher folgte ein weiterer Einsatz für Algerien beim 1:1 gegen Tansania im Rahmen der Qualifikation für den Africa Cup 2012.

## Trainer und Senioren-Spieler
Im Sommer 2019 wechselte er zur Ü32-Mannschaft vom FSV Spandauer Kickers. Seit 2021 spielt er für die Ü32 von Hertha BSC.
Seit der Saison 2021/22 ist er Trainer des Berlin-Ligisten 1. FC Wilmersdorf.

## Privates
Nebenberuflich ist Karim Benyamina eingetragener Geschäftsführer der „Flowers“ Shisha-Bar in Berlin. Sein jüngerer Bruder Soufian ist ebenfalls Profifußballspieler und war als solcher bisher für den FC Carl Zeiss Jena und den VfB Stuttgart aktiv. Er spielte auch in Karims Geburtsstadt bei Dynamo Dresden, später unter anderem bei Hansa Rostock.

## Erfolge
- Aufstieg in die Regionalliga Nord: 2006 mit Union Berlin
- Qualifikation für die 3. Liga: 2008 mit Union Berlin
- Aufstieg in die 2. Bundesliga: 2009 mit Union Berlin und 2013 mit dem Karlsruher SC